# 동경 131도
동경 131도는 본초 자오선에서 동쪽으로 131도 떨어진 경선이다. 북극점에서 시작하여 북극해와 아시아, 태평양, 오스트랄라시아, 인도양, 남극해, 남극을 거쳐 남극점에 이른다.
북극점에서 남극점까지 동경 130도선은 다음 지역을 지나간다.
| 좌표                                                    | 나라, 지역, 해역 | 주석                                                            |
| ------------------------------------------------------- | ---------------- | --------------------------------------------------------------- |
| 북위 90° 0′ 동경 131° 0′  / 북위 90.000° 동경 131.000°  | 북극해           |                                                                 |
| 북위 77° 7′ 동경 131° 0′  / 북위 77.117° 동경 131.000°  | 랍테프해         |                                                                 |
| 북위 70° 44′ 동경 131° 0′  / 북위 70.733° 동경 131.000° | 러시아           |                                                                 |
| 북위 47° 41′ 동경 131° 0′  / 북위 47.683° 동경 131.000° | 중화인민공화국   | 헤이룽장성                                                      |
| 북위 44° 52′ 동경 131° 0′  / 북위 44.867° 동경 131.000° | 러시아           | 약 6 km                                                         |
| 북위 44° 48′ 동경 131° 0′  / 북위 44.800° 동경 131.000° | 중화인민공화국   | 헤이룽장성 지린성                                               |
| 북위 42° 51′ 동경 131° 0′  / 북위 42.850° 동경 131.000° | 러시아           |                                                                 |
| 북위 42° 38′ 동경 131° 0′  / 북위 42.633° 동경 131.000° | 동해             | 대한민국의 울릉도 바로 동쪽을 지난다.                           |
| 북위 34° 26′ 동경 131° 0′  / 북위 34.433° 동경 131.000° | 일본             | 혼슈섬과 규슈섬                                                 |
| 북위 31° 11′ 동경 131° 0′  / 북위 31.183° 동경 131.000° | 동중국해         |                                                                 |
| 북위 30° 44′ 동경 131° 0′  / 북위 30.733° 동경 131.000° | 일본             | 다네가섬                                                        |
| 북위 30° 32′ 동경 131° 0′  / 북위 30.533° 동경 131.000° | 태평양           | 일본의 다이토섬 바로 서쪽을 지난다.                             |
| 남위 0° 3′ 동경 131° 0′  / 남위 0.050° 동경 131.000°    | 인도네시아       | 와이게오섬                                                      |
| 남위 0° 21′ 동경 131° 0′  / 남위 0.350° 동경 131.000°   | 댐피어 해협      |                                                                 |
| 남위 0° 56′ 동경 131° 0′  / 남위 0.933° 동경 131.000°   | 인도네시아       | 살라와티섬과 뉴기니섬                                           |
| 남위 1° 28′ 동경 131° 0′  / 남위 1.467° 동경 131.000°   | 스람해           | 인도네시아의 스람섬 바로 동쪽을 지난다.                         |
| 남위 3° 54′ 동경 131° 0′  / 남위 3.900° 동경 131.000°   | 반다해           |                                                                 |
| 남위 7° 26′ 동경 131° 0′  / 남위 7.433° 동경 131.000°   | 인도네시아       | 울리아루섬                                                      |
| 남위 7° 30′ 동경 131° 0′  / 남위 7.500° 동경 131.000°   | 반다해           |                                                                 |
| 남위 7° 40′ 동경 131° 0′  / 남위 7.667° 동경 131.000°   | 인도네시아       | 세이라섬                                                        |
| 남위 7° 44′ 동경 131° 0′  / 남위 7.733° 동경 131.000°   | 반다해           |                                                                 |
| 남위 8° 6′ 동경 131° 0′  / 남위 8.100° 동경 131.000°    | 인도네시아       | 셀라루 섬                                                       |
| 남위 8° 13′ 동경 131° 0′  / 남위 8.217° 동경 131.000°   | 아라푸라해       |                                                                 |
| 남위 9° 3′ 동경 131° 0′  / 남위 9.050° 동경 131.000°    | 티모르해         |                                                                 |
| 남위 11° 21′ 동경 131° 0′  / 남위 11.350° 동경 131.000° | 오스트레일리아   | 노던 준주 - 멜빌섬                                              |
| 남위 11° 54′ 동경 131° 0′  / 남위 11.900° 동경 131.000° | 클래런스 해협    |                                                                 |
| 남위 12° 10′ 동경 131° 0′  / 남위 12.167° 동경 131.000° | 오스트레일리아   | 노던 준주 사우스오스트레일리아주                                |
| 남위 31° 33′ 동경 131° 0′  / 남위 31.550° 동경 131.000° | 인도양           | 오스트레일리아 정부는 이 해역을 남극해의 일부로 취급한다.       |
| 남위 60° 0′ 동경 131° 0′  / 남위 60.000° 동경 131.000°  | 남극해           |                                                                 |
| 남위 66° 6′ 동경 131° 0′  / 남위 66.100° 동경 131.000°  | 남극             | 오스트레일리아령 남극 지역, 오스트레일리아가 영유권을 주장한다. |

## 같이 보기
- 동경 130도
- 동경 132도